# Giro di Svizzera 1941
Il Giro di Svizzera 1941, ottava edizione della corsa, si svolse dal 23 al 24 agosto 1941 per un percorso di 606,7 km, con partenza e arrivo a Zurigo. Il corridore svizzero Josef Wagner si aggiudicò la corsa concludendo in 16h59'19".
Dei 44 ciclisti alla partenza arrivarono al traguardo in 29, mentre 15 si ritirarono.

## Tappe
| Tappa  | Data      | Percorso         | km    | Vincitore di tappa | Leader cl. generale |
| ------ | --------- | ---------------- | ----- | ------------------ | ------------------- |
| 1ª     | 23 agosto | Zurigo > Losanna | 300   | Werner Buchwalder  | Werner Buchwalder   |
| 2ª     | 24 agosto | Losanna > Berna  | 118,1 | Ferdi Kübler       | Josef Wagner        |
| 3ª     | 24 agosto | Berna > Zurigo   | 188,6 | Robert Zimmermann  | Josef Wagner        |
| Totale | Totale    | Totale           | 606,7 |                    |                     |

## Dettagli delle tappe

### 1ª tappa
- 23 agosto: Zurigo > Losanna – 300 km

Risultati
| Pos. | Corridore         | Squadra  | Tempo    |
| ---- | ----------------- | -------- | -------- |
| 1    | Werner Buchwalder | Svizzera | 8h22'44" |
| 2    | Josef Wagner      | Svizzera | s.t.     |
| 3    | Ferdi Kübler      | Svizzera | a 11'20" |

### 2ª tappa
- 24 agosto: Losanna > Berna – 118,1 km

Risultati
| Pos. | Corridore        | Squadra  | Tempo    |
| ---- | ---------------- | -------- | -------- |
| 1    | Ferdi Kübler     | Svizzera | 3h09'30" |
| 2    | Edgar Buchwalder | Svizzera | a 53"    |
| 3    | Hans Knecht      | Svizzera | a 1'20"  |

### 3ª tappa
- 24 agosto: Berna > Zurigo – 188,6 km

Risultati
| Pos. | Corridore         | Squadra  | Tempo    |
| ---- | ----------------- | -------- | -------- |
| 1    | Robert Zimmermann | Svizzera | 5h23'41" |
| 2    | Josef Wagner      | Svizzera | a 1'00"  |
| 3    | Werner Buchwalder | Svizzera | s.t.     |

## Classifiche finali

### Classifica generale
| Pos. | Corridore         | Squadra  | Tempo     |
| ---- | ----------------- | -------- | --------- |
| 1    | Josef Wagner      | Svizzera | 16h59'19" |
| 2    | Werner Buchwalder | Svizzera | s.t.      |
| 3    | Ferdi Kübler      | Svizzera | a 11'42"  |
| 4    | Hans Maag         | Svizzera | a 16'22"  |
| 5    | Hans Knecht       | Svizzera | a 20'53"  |
| 6    | André Hardegger   | Svizzera | a 24'06"  |
| 7    | Walter Diggelmann | Svizzera | a 30'05"  |
| 8    | Robert Zimmermann | Svizzera | a 30'44"  |
| 9    | Fritz Saladin     | Svizzera | a 37'14"  |
| 10   | Karl Wyss         | Svizzera | a 38'52"  |